# Романовский, Гавриил Иванович
Гавриил Иванович Романовский (22 марта [3 апреля] 1873, Воронеж — 20 января 1942, Карлаг) — российский пианист и музыкальный педагог.

## Биография

### Начало деятельности
Начал обучение музыке в Воронеже у преподавателя фортепиано Воронежской мужской гимназии В. Г. Ростроповича (деда Мстислава Ростроповича). В 1904 году окончил Санкт-Петербургскую консерваторию по классу фортепиано А. Н. Есиповой.
Концертировал с 1907 года, особенно известен как один из первых исполнителей произведений А. Н. Скрябина. В 1917 году участвовал в постановке В. Э. Мейерхольдом драмы М. Ю. Лермонтова «Маскарад» (Александринский театр), исполнив написанную к этому спектаклю музыку А. К. Глазунова. Постоянный участник камерных концертов, организованных А. И. Зилоти.

### Активные годы
Ещё в дореволюционный период начал педагогическую деятельность. Среди учеников Романовского была Лидия Фотиева, впоследствии личный секретарь В. И. Ленина, благодаря чему в 1919—1920 годах Романовский выступил с циклом концертов для руководителей Советского государства в квартире А. Д. Цюрупы в Кремле. Концерт 19 ноября 1919 года, на котором присутствовал сам Ленин, отражён в советской исторической и мемуарной литературе.
С 1925 года Романовский преподавал в Музыкальном техникуме имени А. Н. Скрябина, который в 1929 году был объединён с Музыкальным техникумом имени братьев Рубинштейн в Музыкальный техникум при Московской консерватории. Среди его учеников — известный хоровой дирижёр Владислав Соколов, вспоминавший о Романовском:
Внешность Романовского производила неизгладимое впечатление. Он был высоким (но не длинным), он был худым (но не тощим). Сухопарый — так называют человека, с описанными внешними данными, влагая в этот термин чувство глубокого уважения к таланту и человеческим качествам. Романовский был достоин такого отношения у всех его коллег и учеников. Выразительные кисти рук с длинными, цепкими пальцами позволяли ему без всякого видимого со стороны усилия, — без напряженного участия корпуса, плеч, головы исполнять головокружительные пассажи.

### Репрессия
В 1931 году вернулся в Воронеж, преподавал в музыкальном училище, продолжал концертировать. В последний раз выступил перед публикой 21 января 1941 года, в годовщину смерти Ленина, повторив программу концерта 1919 года, данного в присутствии вождя (Патетическая соната Бетховена и произведения Ф. Шуберта). После концерта был арестован и осуждён по ст.58-1 «а», 58-10 ч.1 и 121 УК РСФСР к высшей мере наказания за неодобрительные высказывания об условиях жизни крестьян и русской интеллигенции и отсутствии в магазинах продуктов питания и товаров первой необходимости. Приговор был заменён на 10 лет исправительно-трудовых лагерей с последующим поражением в гражданских правах на 5 лет. Отбывал наказание в Карагандинском исправительно-трудовом лагере (Казахстан), где и умер «от пеллагры и старческой дряхлости».
Реабилитирован в 1991 году за отсутствием состава преступления.